# حضارة الماوري

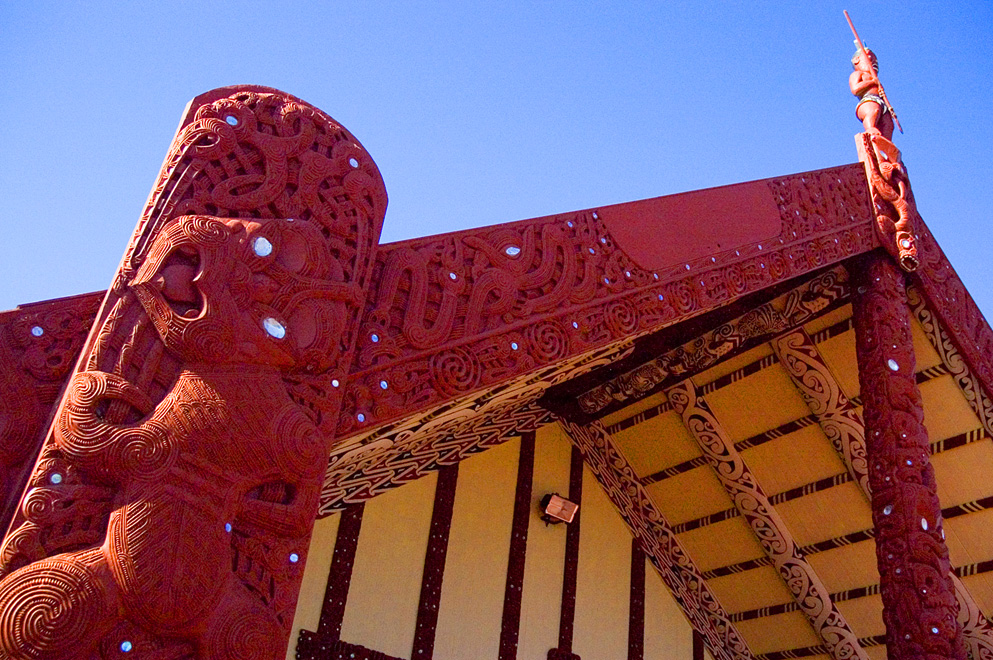

تشمل حضارة الماوري العادات والممارسات الثقافية والمعتقدات الخاصة بالماوريين الأصليين في نيوزيلندا. نشأت من الحضارة البولينيزية الشرقية وما زالت جزءًا منها. وتشكل حضارة الماوري أيضًا جزءًا مميزًا من حضارة نيوزيلندا ونجدها حول العالم بسبب الشتات الكبير ودمج الزخارف الماورية في الثقافة الشعبية. في العالم الماوري وعلى نطاق أصغر عبر نيوزيلندا ككل، فكلمة ماورينتانغا غالبًا ما تُستخدم كمرادف قريب لحضارة الماوري، فاللاحقة تانغا في اللغة الماورية تكافئ تقريبًا نيس (ness) في اللغة الإنجليزية. وتُرجمت ماورينتانغا أيضًا ك«طريقة الماوري في الحياة».
ساهمت أربع حقب ثقافية مميزة لكنها متداخلة في حضارة الماوري تاريخيًا:
- قبل أن تتميز حضارة الماوري عن الحضارات البولينيزية الأخرى (الفترة القديمة).
- قبل الاتصال الأوروبي واسع الانتشار (الفترة الكلاسيكية).
- القرن التاسع عشر، حين بدأت حضارة الماوري في التفاعل بشدة أكبر مع الزوار الأوروبيين والمستوطنين.
- الحقبة الحديثة منذ بداية القرن العشرين.

تشكلت الماورينتانغا في الحقبة الحديثة عبر زيادة حركات التمدن، والاتصال الأوثق بسكان نيوزيلندا الجدد القادمين من أصل أوروبي (أو الباكيها) وإعادة إحياء الممارسات التقليدية.
تلعب الفنون الماورية التقليدية دورًا كبيرًا في الفن النيوزيلندي. وهي تتضمن واكيرو (النحت)، ورارانغا (النسج)، وكابا هاكا (الأداء الجماعي)، ووايكوريرو (الخطابة)، وتا موكو (الوشم). تسجل الأنماط والشخصيات الممثلة المعتقدات والأنساب (واكابا) للماوري. غالبًا ما يتبع الممارسون أساليب أسلافهم لكن في القرن الواحد والعشرين، شملت الماورينتاغا أيضًا الفنون المعاصرة مثل الفيلم والتلفاز والشعر والمسرح.
تُعرف لغة الماوري بتي ريو ماوري، تي ريو للاختصار (وتعني حرفيًا اللغة)، في بداية القرن العشرين، بدا وكأن تي ريبو ماوري –بالإضافة إلى أوجه أخرى من الحياة الماورية- يمكن أن تختفي. لكن في الثمانينيات من القرن العشرين، بدأت مدارس مدعومة من الحكومة (كورا ماوبابا ماوري) في تعليم تي ريو، فكانت تعلم هؤلاء ذوي العرق الأوروبي إلى جانب أولئك ذوي العرق الماوري.

## التغير والتكيف عبر الزمن
يرتبط تاريخ حضارة ماوري بشكل معقد بالحضارة البولينيزية ككل. تمثل نيوزيلندا الركن الجنوبي الغربي للمثلث البولينيزي، منطقة من المحيط الهادئ ذات ثلاث مجموعات من الجزر عند الزوايا: جزر هاواي، ورابا نوي (جزيرة القيامة)، ونيوزيلندا (أوتياروا في ماوري). تتشارك ثقافات الجزر العديدة في المثلث البولينيزي لغات متشابهة مشتقة من اللغة الملايو بولينيزية الأصلية التي تستخدم في جنوب شرق آسيا منذ 5000 سنة. يتشارك البولينيزيون أيضًا التقاليد الثقافية مثل الدين والتنظيم الاجتماعي والأساطير وثقافة الزي. يعتقد علماء الأنثروبولوجيا أن كل البولينيزيين قد انحدروا من حضارة أولية من جنوب المحيط الهادئ من صنع السكان الأسترونيزيين (مالايو بولينيزيين) الذين هاجروا من جنوب شرق آسيا. الثقافات البولينيزية الأخرى هي رابا نوي (التي تعرف حاليًا بجزيرة القيامة)، وجزر هاواي وماركيساس وساموا وتاهيتي وتونغا وكوك. خلال الألفيات الخمسة الأخيرة، انطلقت سلسلة من الرحلات المعقدة البارزة عبر المحيط مشبعةً الرغبة في الإبحار والفضول بصورة غير مسبوقة. امتدت الأجزاء الأخيرة من هذه الأعمال لمساحات كبيرة جدًا لا مثيل لها: إلى هاواي ورابا نوي وأوتياروا.
كان البحارة البولينيزيون ملاحين في المحيط وعلماء فلك. كان البولينيزيون يسافرون لمسافات طويلة بحرًا. يدل الحضور الأنثوي القوي بين المستوطنين في نيوزيلندا على أن رحلات الهجرة البولينيزية لم تكن أمرًا عارضًا بل كانت عن عمد. يوضح بقوة أحدث دليل موثوق به أن الاستيطان الأولي لنيوزيلندا حدث نحو 1280 ميلاديًا من جزر الجمعية. في 1769، انضم إلى كابتن كوك بحار جزيرة الجمعية الخبير توبايا في سفينة إندايفور في رحلته إلى الجنوب. بالرغم من وجود فجوة تمتد لعدة مئات من السنين، تمكن توباي من فهم لغة ماوري التي كانت شبيهة للغاية باللغة التي كان يتحدثها. وأدى حضوره وقدرته على الترجمة إلى تجنب الكثير من الاحتكاك بين المستكشفين الأوروبيين الآخرين والموريين في نيوزيلندا. وجد البحارة الأوروبيون بمن فيهم كوك بحارةً آخرين بولينيزيين تائهين في البحر، وهو ما يقترح أن المعرفة بالملاحة لمسافات طويلة لم تكن موجودة في كل مكان.

### الفترة القديمة نحو 1300 م
غالبًا ما يطلق الباحثون على الفترة التي تمتد من نحو 1280 إلى 1450 بالفترة القديمة أو «فترة موا هانتر» بعد الموا، الطائر الكبير الذي لا يقاتل، وكان يشكل جزءًا كبيرًا من غذاء المستوطنين الأوائل. تكيفت حضارة ماوي مع بيئتهم الجديدة في أثناء هذه الفترة لكنهم تغيروا ثقافيًا قليلًا بسبب الشعوب الآسيوية من المحيط الهادئ الذين انحدروا منهم. أُحضرت العديد من النباتات الصالحة للأكل من جزر الوطن وكان الأهم بينها هو الكومارا (البطاطا الحلوة). لكن في أقصى الجنوب، كان الجو باردًا جدًا لئلا يسمح بزراعة أيٍ من هذه المحاصيل. كانت تؤكل كميات كبيرة من الدرنات التي كانت تستغرق وقتًا طويلًا في الطبخ في الأومو الكبير أوهانغي (أفران الأرض) للتخلص من السموم ولإضفاء بعد الحلاوة على اللب. وكان أيضًا المحار والسمك والفقمة من الأطعمة الشائعة. وكانت تُجلب الكلاب الأصلية (كوري) والجرذان من جزر المحيط الهادئ. كان لإضافة الجرذان بلا شك تأثيرٌ على الحيوانات البرية لنيوزيلندا أكبر من أي كائن آخر بصرف النظر عن البشر.
كانت البيئة الجديدة بمثابة تحدٍ للسكان. فالمناخ البارد كان يعني أن زراعة المحاصيل الاستوائية الأساسية تتطلب الرعاية كي تبقى، بل فشلت بعض المحاصيل في النمو محليًا. كانت الكومارا محصولًا مهمًا جاء مع المستوطنين البولينيزيين. وأصبح من الطقوس تأدية العديد من أنشطة زراعة الكورما، حتى إنها ارتبطت بالرونغوماتان (رونغو)، أتوا (إله) عالي الرتبة. ظهرت كومارا في العديد من الواكاتاوكي (الأمثال): «كاور تي كومارا إي كوريرو مو تونا مانغارو» (لا يتحدث الكومارا عن حلاوته) تشجيعًا للناس على أن يكونوا متواضعين.
شملت الأنشطة الموسمية البستنة وصيد السمك والطيور. كانت المهام الرئيسية تؤدى بشكل فردي من قبل الرجال والنساء، لكن كانت هناك أيضًا أنشطة تؤدى بصورة جماعية منها جمع الطعام وزراعة الأغذية.
استكشف المستعمرون الأوائل نيوزيلندا بحثًا عن أحجار ملائمة لصنع الأدوات. كانت من المناطق الرئيسية الغنية بحجر السبج (الزجاج البركاني) جزيرة مايور وتاوبو وكيريكيري، وسرعان ما وجد المستكشفون موارد البونامو (الحجر الأخضر أو اليشم) والباكوه (الأرجيليت) في الجزيرة الجنوبية في المنطقتين ريفتون ونيلسون. ووُجد البازلت أيضًا -فيما بعد- الذي كانوا يبحثون عنه كي يُستخدم في البناء. استُخدم الحجر في كل أوجه الحياة البولينيزية: من تقطيع الخشب إلى قطع الطعام وتقسيمه إلى شرائح، واستُخدم كمرساة للواكا (الزوارق) وفي شبكات الصيد وفي حفظ الحرارة في هانجي، وفي الحفر باستخدام الشيرت ولصناعة الهراوات الحجرية. وهذه الممارسات المحفوظة جيدًا في الموقع الأثري في وايراو بار، كانت نموذجية لحضارة شرق بولينيزيا في نفس الوقت.